# Chiszewice (przystanek kolejowy)
Chiszewice (ukr. Хишевичі, ros. Хишевичи) – przystanek kolejowy w miejscowości Chiszewice, w rejonie lwowskim, w obwodzie lwowskim, na Ukrainie.